# Chełchy Dzierskie
Chełchy Dzierskie [pronunciación en polaco: /ˈxɛu̯xɨ ˈd͡ʑɛrskʲɛ/] es un pueblo ubicado en el distrito administrativo de Gmina Karniewo, dentro del Condado de Maków, Voivodato de Mazovia, en el este de Polonia central. Se encuentra aproximadamente a 6 kilómetros al norte de Karniewo, a 9 kilómetros al oeste de Maków Mazowiecki, y a 74 kilómetros al norte de Varsovia.